# Unterseeboot 352
Le Unterseeboot 352 (ou U-352) est un sous-marin allemand (U-Boot) de type VII.C utilisé par la Kriegsmarine (marine de guerre allemande) pendant la Seconde Guerre mondiale.

## Construction
L'U-352 est un sous-marin océanique de type VII C. Construit dans les chantiers de Flensburger Schiffbau-Gesellschaft à Flensbourg, la quille du U-352 est posée le 11 mars 1940 et il est lancé le 7 mai 1941. L'U-352 entre en service deux mois plus tard.

## Historique
Mis en service le 28 août 1941, l'Unterseeboot 352 et son équipage effectuent leur formation à Kiel au sein de la 3. Unterseebootsflottille jusqu'au 1er janvier 1942, puis l'U-352 intègre son unité de combat, toujours dans la 3. Unterseebootsflottille, à la base sous-marine de La Rochelle.
L'Unterseeboot 352 effectue deux patrouilles, toutes sous les ordres du Kapitänleutnant Hellmut Rathke dans lesquelles il ne coule, ni n'endommage aucun navire ennemi au cours de ses 76 jours en mer.
L'U-352 appareille de Kiel pour sa première patrouille le 5 janvier 1942 et arrive en cinq jours à Bergen en Norvège. Le lendemain, il repart en mer pour une mission l'amenant à la base sous-marine de Saint-Nazaire qu'il atteint trente-huit jours plus tard le 26 février 1942.
Sa deuxième patrouille commence à Saint-Nazaire le 7 avril 1942. Après trente-trois jours de mer, l'U-352 coule le 9 mai 1942 dans l'Atlantique Nord au sud-ouest du Cap Hatteras aux États-Unis à la position géographique de 34° 21′ N, 76° 35′ O par des charges de profondeur lancées du patrouilleur de l'US Coast Guard USCGC Icarus. 
L'attaque coûte la vie de quinze des quarante-huit membres d'équipage. Les trente-trois survivants sont recueillis par les forces américaines et finissent la guerre en tant que prisonniers de guerre.

## Affectations
- 3. Unterseebootsflottille à Kiel du 28 août 1941 au 1er janvier 1942 (entrainement).
- 3. Unterseebootsflottille à La Pallice du 1er janvier 1942 au 9 mai 1942 (service actif).

## Commandements
- Kapitänleutnant Hellmut Rathke du 28 août 1941 au 9 mai 1942

## Patrouilles
|       | Commandant            | Départ          | Départ        | Arrivée         | Arrivée       | Jours    | Succès |
| ----- | --------------------- | --------------- | ------------- | --------------- | ------------- | -------- | ------ |
| 1     | Kptlt. Hellmut Rathke | 15 janvier 1942 | Kiel          | 19 janvier 1942 | Bergen        | 5 jours  |        |
| →     | Kptlt. Hellmut Rathke | 20 janvier 1942 | Bergen        | 26 février 1942 | Saint-Nazaire | 38 jours |        |
| 2     | Kptlt. Hellmut Rathke | 7 avril 1942    | Saint-Nazaire | 9 mai 1942      | Coulé         | 33 jours |        |
| Total | Total                 | Total           | Total         | Total           | Total         | 76 jours | 0 t    |

Note : Kptlt. = Kapitänleutnant

### Opérations Wolfpack
L'U-352 a opéré avec les Wolfpacks (meute de loups) durant sa carrière opérationnelle:
1. Hecht (27 janvier 1942 - 4 février 1942)

## Navires coulés
L'Unterseeboot 352 n'a ni coulé, ni endommagé de navire ennemi au cours des deux patrouilles (71 jours en mer) qu'il effectua.

### Source et bibliographie
- (en) Cet article est partiellement ou en totalité issu de l’article de Wikipédia en anglais intitulé « German submarine U-352 » (voir la liste des auteurs).
- Chris Bishop, historien militaire (trad. de l'anglais par Christian Muguet), Les sous-marins de la Kriegsmarine : 1939-1945 : le guide d'identification des sous-marins [« The spellmount submarine identification guide : Kriegsmarine U-boats 1939-1945 »], Paris, E?d. de Lodi, 2008, 192 p. (ISBN 978-2-84690-327-1, OCLC 470721805, BNF 41298980)